# Okiya

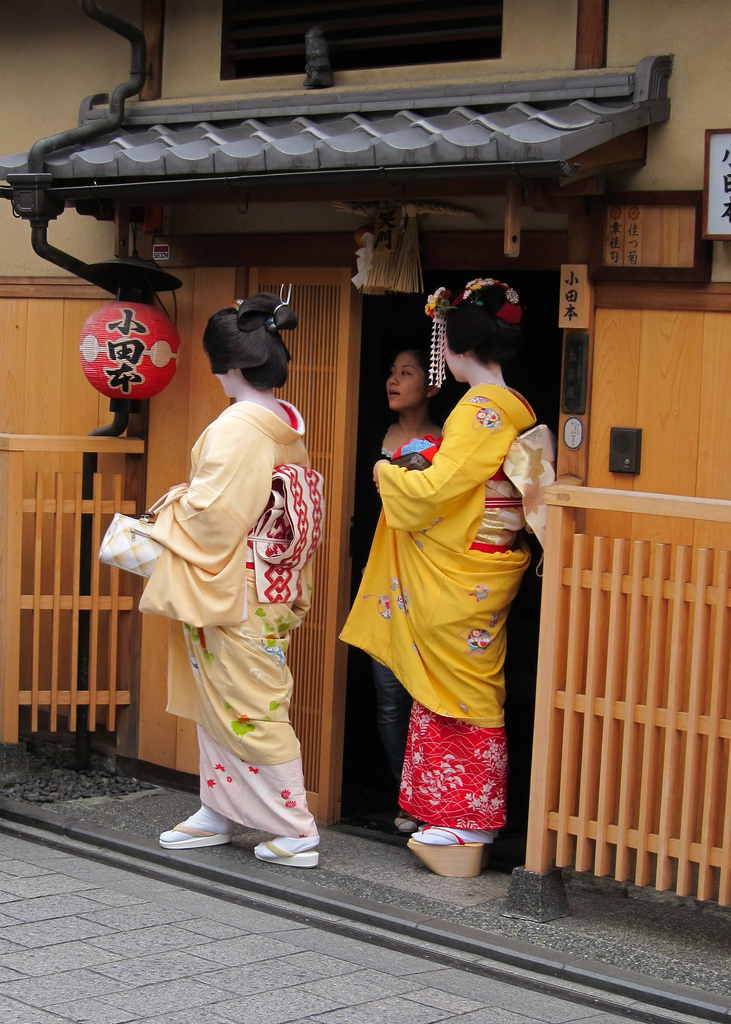
Une geisha et une maiko sortant de lokiya Odamoto à Gion, Kyoto.

Une okiya (置屋, maison de geisha) est l'endroit, au Japon, où logent les geishas et leurs apprenties (maiko) le temps de leur contrat (nenki), et parfois même après.
L’okiya est dirigée par une okāsan (mère) qui s'occupe de ses pensionnaires comme ses propres filles. Les geishas d'une même maison prennent parfois des noms semblables — ainsi, les geishas de la maison de thé Dai-Ichi à Ponto-chō prennent des noms commençant par « ichi- ».
Pour espérer devenir geisha, une jeune femme doit tout d'abord entrer en contact avec une okiya qui accepte de la prendre en charge. L’okāsan assure tous les frais de sa jeune apprentie (kimonos, accessoires, effets personnels, etc.) qui s'avèrent particulièrement coûteux et s'occupe de sa formation. C'est également à travers l'okiya que se font les réservations des prestations des geishas.
La future geisha rembourse sa dette à l’okiya par la suite, dès qu'elle touche ses premiers revenus.

## Logement

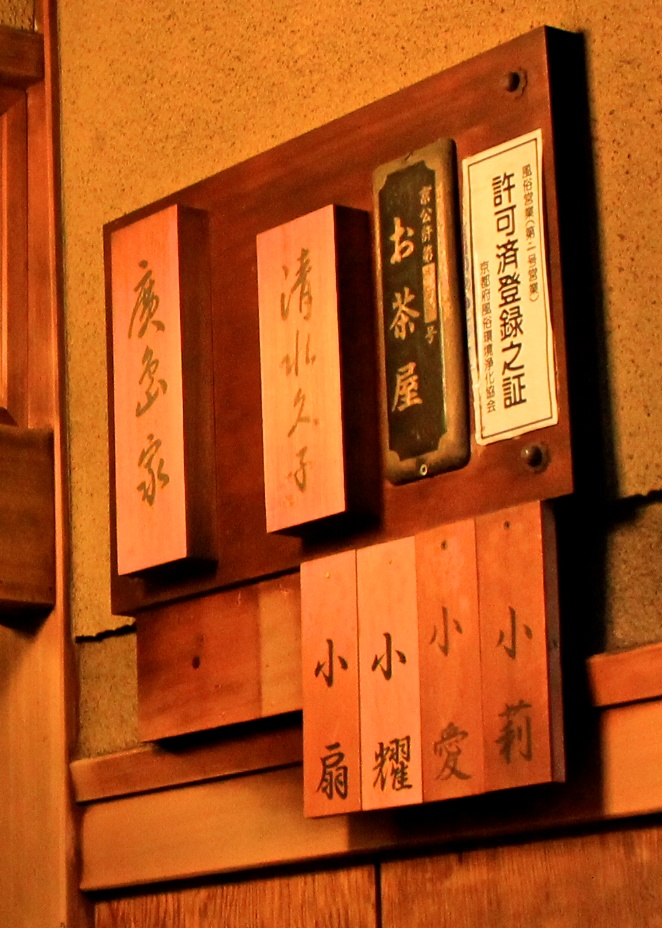
Plaques à l'entrée d'une okiya indiquant sa licence et les noms des geishas qui y travaillent.

Généralement, une geisha loge dans son okiya. Aujourd'hui, cependant, elles peuvent également vivre chez elles, de manière indépendante. À Kyoto, lieu plus traditionnel, les geishas logent plus souvent dans leur okiya que dans un appartement indépendant. Une geisha garde ses kimonos à l'okiya car elle s'y habille pour les représentations. Plusieurs geishas ou maiko peuvent loger au même moment dans une même okiya, certaines en abritent jusqu'à cinq. Parfois, l'okāsan est elle-même une geisha en activité ; cependant, il n'est pas nécessaire pour une okiya d'avoir encore des geishas pour conserver sa licence.

## Arrangement financier

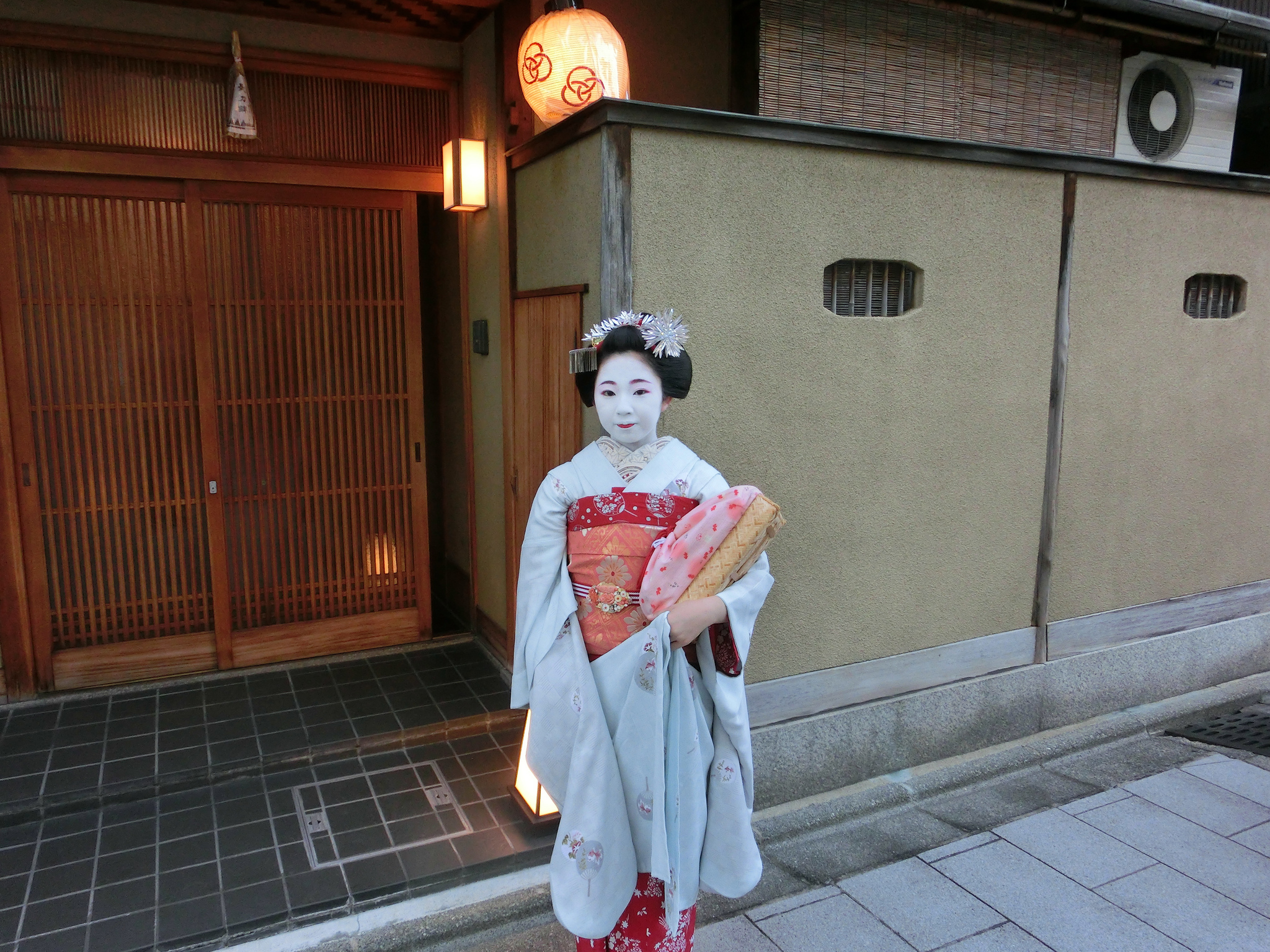
Maiko devant l'entrée de l'okiya Komaya à Miyagawa-chō, Kyoto.

Les conditions financières sous lesquelles une geisha est prise en charge par une okiya varient. Une geisha peut commencer sa carrière en empruntant tout à l'okiya, que ce soit son logement ou ses kimonos, et les rembourse par la suite. Dans ces conditions, jusqu'à ce que la dette de la geisha soit remboursée — ce qui prend en général environ deux ans — l'okiya perçoit tous les revenus des spectacles et prestations de la geisha, lui donnant cependant une allocation. Cela nécessite pour la geisha d'avoir un garant pour sa dette initiale, et pour l'okāsan de tenir des registres détaillés. Certaines okāsan refusent ce type d'arrangement, jugé trop complexe.
Une geisha peut aussi commencer comme indépendante (自 前, jimae). Elle se procure elle-même ses kimonos et son équipement, et ne paie que ses frais d'affiliation à l'okiya, ainsi que sa chambre si elle y habite, mais elle peut aussi vivre en-dehors. Les geishas qui ont terminé de rembourser leur dette à leur okiya sont aussi appelées jimae.

## Succession
La propriétaire d'une okiya est souvent une femme, ancienne geisha, nommée okāsan (« mère »). Lorsqu'elle meurt ou prend sa retraite, son okiya revient à une de ses filles naturelles, qui y est généralement élevée. À défaut, l'héritière (atotori) peut être une geisha de l'okāsan, qui devient alors sa fille (musume). La geisha n'a alors plus de dettes et l'argent qu'elle gagne revient à l'établissement, dont elle deviendra la propriétaire.